# Araeoncus clivifrons
Araeoncus clivifrons là một loài nhện trong họ Linyphiidae.
Loài này thuộc chi Araeoncus. Araeoncus clivifrons được miêu tả năm 1987 bởi Deltshev.